# Liste der Abgeordneten zum Vorarlberger Landtag (XXIII. Gesetzgebungsperiode)
Diese Liste der Abgeordneten zum Vorarlberger Landtag (XXIII. Gesetzgebungsperiode) listet alle Abgeordneten des Vorarlberger Landtags während der XXIII. Gesetzgebungsperiode auf. Der Landtag amtierte in der XXIII. Gesetzgebungsperiode vom 6. November 1979 bis zur Angelobung der Abgeordneten der XII. Gesetzgebungsperiode am 6. November 1984.
Von den 36 Abgeordneten stellte die Österreichische Volkspartei (ÖVP) nach der Landtagswahl 1979 22 Abgeordnete. 10 Abgeordnete entfielen auf die Sozialistische Partei Österreichs (SPÖ), 4 auf die Freiheitliche Partei Österreichs (FPÖ). Da es gegenüber der Landtagswahl 1974 nur geringe Änderungen in der Stimmenverteilung gegeben hatte, blieb die Mandatsverteilung gegenüber der Vorgängerperiode unverändert. Landeshauptmann Herbert Keßler wurde in der ersten Landtagssitzung wiedergewählt und setzte seine Amtszeit mit dem Kabinett der Landesregierung Keßler IV fort.
Zu einem Novum kam es in der 2. Landtagssitzung im Jahr 1979, als erstmals die Reden der Landtagssitzung im ORF übertragen wurden. Des Weiteren kam es 1981 erstmals zu einer Mandatsaberkennung im Vorarlberger Landtag, wobei diese Walter Renner betraf.

## Funktionen

### Landtagspräsidenten
Gemäß der Landesverfassung fiel der Anspruch auf die Position des Landtagspräsident, sofern die Landtagsfraktionen nicht anders übereinkommen der stimmenstärksten Partei und somit der ÖVP zu. In der ersten Landtagssitzung am 6. November 1979 wurde folglich Martin Purtscher erneut zum Landtagspräsidenten gewählt. In der schriftlich durchgeführten Wahl erhielt er 34 von 36 abgegebenen Stimmen, wobei zwei Stimmen ungültig waren. Die Wahl der Vizepräsidenten des Landtags erfolgte am selben Tag gemäß der Landesversammlung unter Einrechnung des Präsidenten nach den Grundsätzen des Verhältniswahlverfahrens, wobei der ÖVP das Vorschlagsrecht für das Amt des Ersten Vizepräsidenten und der SPÖ das Vorschlagsrecht für das Amt des Zweiten Vizepräsidenten zufiel. In der Folge wurde Friedrich Heinzle (ÖVP) mit 33 Stimmen zum 1. Landtagsvizepräsidenten gewählt, Karl Falschlunger (SPÖ) erhielt bei seiner Wahl zum 2. Landtagsvizepräsidenten 32 Stimmen.

### Klubobleute
Wie bereits in der Vorgängerperiode wirkte Ignaz Battlogg als Klubobmann des ÖVP-Landtagsklubs weiter. Nach seinem Tod am 22. August 1981 übernahm am 29. September Herbert Sausgruber dieses Amt. In der SPÖ hatte Ernst Winder das Amt des Landtagsklubvorsitzenden inne, wobei er sein Amt bereits 1974 übernommen hatte. In der FPÖ führte Alfred Eß das Amt des Klubobmanns bis zu seinem Ausscheiden am 15. Februar 1983, danach übernahm am selben Tag Dietger Mader dieses Amt.

### Abgeordnete
| Name                | Fraktion | Wahlbezirk | Anmerkung |
| ------------------- | -------- | ---------- | --- |
| Aberer Willi        | ÖVP      | Dornbirn   | |
| Batlogg Helmut      | ÖVP      | Bregenz    | |
| Battlogg Ignaz      | ÖVP      | Bludenz    | am 22. August 1981 verstorben |
| Berchtold Andreas   | ÖVP      | Feldkirch  | |
| Bernhard Franz      | ÖVP      | Bregenz    | |
| Blank Konrad        | ÖVP      | Bregenz    | Mandatsniederlegung am 9. November 1979 nach Wahl in die Landesregierung |
| Dietrich Günter     | SPÖ      | Feldkirch  | Mandatsniederlegung per 19. Mai 1983 |
| Eß Alfred           | FPÖ      | Feldkirch  | Mandatsniederlegung per 15. Februar 1983 |
| Falschlunger Karl   | SPÖ      | Bregenz    | |
| Feierle Heinz       | ÖVP      | Dornbirn   | am 20. November 1979 als Nachfolger von Elmar Rümmele angelobt |
| Fritz Walter        | ÖVP      | Bregenz    | |
| Gasser Siegfried    | ÖVP      | Bregenz    | am 8. November 1979 Mandatsverzicht nach Wahl in die Landesregierung |
| Grabher Hans-Dieter | FPÖ      | Dornbirn   | am 20. November 1979 als Nachfolger von Karl-Werner Rüsch angelobt; Mandatsverzicht am 27. April 1984 nach Wahl in die Landesregierung                                                            |
| Greber Jakob        | ÖVP      | Bregenz    | am 3. Februar als Nachfolger von Walter Renner angelobt |
| Häfele Arnulf       | SPÖ      | Dornbirn   | |
| Heinzle Friedrich   | ÖVP      | Feldkirch  | |
| Hummer Bruno        | FPÖ      | Bludenz    | am 12. Mai 1982 als Nachfolger von Martin Zerlauth angelobt |
| Intemann Walter     | ÖVP      | Feldkirch  | am 20. November 1979 als Nachfolger von Rudolf Mandl angelobt |
| Jäger Bertram       | ÖVP      | Bludenz    | |
| Keckeis Günther     | SPÖ      | Feldkirch  | |
| Keßler Herbert      | ÖVP      | Feldkirch  | |
| Kofler Heinrich     | ÖVP      | Dornbirn   | Mandatsniederlegung am 2. Jänner 1980; am 4. Februar 1981 als Nachfolger von Elmar Rümmele erneut angelobt                                                                                        |
| Langanger Johanna   | SPÖ      | Dornbirn   | |
| Ludescher Hans      | ÖVP      | Feldkirch  | |
| Mader Dietger       | FPÖ      | Bregenz    | |
| Mandl Rudolf        | ÖVP      | Feldkirch  | Mandatsniederlegung am 13. November 1979 nach Wahl in die Landesregierung |
| Maurer Josef        | ÖVP      | Bludenz    | am 14. Oktober 1981 als Nachfolger von Ignaz Battlogg angelobt |
| Mayer Elmar         | SPÖ      | Feldkirch  | am 8. Juni 1983 als Nachfolger von Günter Dietrich angelobt |
| Mayer Alfred        | ÖVP      | Bludenz    | Mandatsniederlegung am 8. November 1979 nach Wahl in die Landesregierung |
| Mayer Fritz         | SPÖ      | Bregenz    | |
| Moosbrugger Peter   | ÖVP      | Bregenz    | |
| Neururer Norbert    | SPÖ      | Bregenz    | Mandatsniederlegung per 3. September 1980 |
| Nosko Ludwig        | FPÖ      | Dornbirn   | am 16. Mai 1984 als Nachfolger von Hans-Dieter Grabher angelobt |
| Purtscher Martin    | ÖVP      | Bludenz    | Landtagspräsident |
| Renner Walter       | ÖVP      | Dornbirn   | Mandatsaberkennung per 14. Dezember 1981 |
| Riedmann Alwin      | SPÖ      | Bregenz    | am 1. Oktober 1980 als Nachfolger von Norbert Neururer angelobt |
| Rudigier Fritz      | SPÖ      | Bludenz    | am 23. Februar 1983 als Nachfolger von Helmut Wolf angelobt |
| Rümmele Elmar       | ÖVP      | Dornbirn   | Mandatsniederlegung am 9. November 1979 nach Wahl in die Landesregierung; neuerlich am 6. Februar 1980 als Nachfolger von Heinrich Kofler angelobt. Neuerlicher Mandatsverzicht am 1. Jänner 1981 |
| Rüsch Karl-Werner   | FPÖ      | Dornbirn   | Mandatsniederlegung am 13. November 1979 nach der Wahl in die Landesregierung |
| Salzgeber Elfriede  | ÖVP      | Bludenz    | am 20. November 1979 als Nachfolger von Alfred Mayer angelobt |
| Sausgruber Herbert  | ÖVP      | Bregenz    | am 20. November 1979 als Nachfolger von Konrad Blank angelobt |
| Schönbichler Gerta  | ÖVP      | Feldkirch  | |
| Spannring Peter     | SPÖ      | Bludenz    | |
| Stadelmann Alfons   | ÖVP      | Dornbirn   | |
| Sutterlüty Anton    | ÖVP      | Bregenz    | am 20. November 1979 als Nachfolger von Siegfried Gasser angelobt |
| Tiefenthaler Arthur | FPÖ      | Feldkirch  | am 23. Februar 1983 als Nachfolger von Alfred Eß angelobt |
| Waibel Hubert       | ÖVP      | Bregenz    | |
| Winder Ernst        | SPÖ      | Dornbirn   | |
| Wolf Helmut         | SPÖ      | Bludenz    | Mandatsniederlegung per 7. Februar 1983 nach Wahl in den Nationalrat |
| Zerlauth Martin     | FPÖ      | Bludenz    | Mandatsniederlegung per 8. Mai 1982 |